# American Music Award for Favorite Pop/Rock Album
Der American Music Award for Favorite Pop/Rock Album wird jährlich seit 1974 im Rahmen der American Music Awards für das beste Album des vergangenen Jahres vergeben. Die meisten Awards erhielt Taylor Swift mit fünf Alben. Sie hatte bisher außerdem sieben Nominierungen.

## Sieger und Nominierte

### 1970er
| Jahr | Künstler                             | Album                                                   | Ref |
| ---- | ------------------------------------ | ------------------------------------------------------- | --- |
| 1974 | Diana Ross                           | Lady Sings the Blues                                    |     |
| 1974 | Seals and Crofts                     | Summer Breeze                                           |     |
| 1974 | War                                  | The World Is a Ghetto                                   |     |
| 1975 | Charlie Rich                         | Behind Closed Doors                                     |     |
| 1975 | John Denver                          | John Denver's Greatest Hits                             |     |
| 1975 | Elton John                           | Goodbye Yellow Brick Road                               |     |
| 1976 | Olivia Newton-John                   | Have You Never Been Mellow                              |     |
| 1976 | Eagles                               | One of These Nights                                     |     |
| 1976 | Elton John                           | Greatest Hits                                           |     |
| 1977 | Eagles                               | Their Greatest Hits (1971–1975)                         |     |
| 1977 | Peter Frampton                       | Frampton Comes Alive!                                   |     |
| 1977 | Stevie Wonder                        | Songs in the Key of Life                                |     |
| 1978 | Fleetwood Mac                        | Rumours                                                 |     |
| 1978 | Eagles                               | Hotel California                                        |     |
| 1978 | John Williams                        | Star Wars                                               |     |
| 1979 | John Travolta and Olivia Newton-John | Grease: The Original Soundtrack from the Motion Picture |     |
| 1979 | Bee Gees                             | Saturday Night Fever                                    |     |
| 1979 | Fleetwood Mac                        | Rumours                                                 |     |

### 1980er
| Jahr | Künstler          | Album                   | Ref |
| ---- | ----------------- | ----------------------- | --- |
| 1980 | Bee Gees          | Spirits Having Flown    |     |
| 1980 | Led Zeppelin      | In Through the Out Door |     |
| 1980 | Donna Summer      | Bad Girls               |     |
| 1981 | Billy Joel        | Glass Houses            |     |
| 1981 | Michael Jackson   | Off the Wall            |     |
| 1981 | Bob Seger         | Against the Wind        |     |
| 1982 | Kenny Rogers      | Greatest Hits           |     |
| 1982 | Foreigner         | 4                       |     |
| 1982 | John Lennon       | Double Fantasy          |     |
| 1982 | REO Speedwagon    | Hi Infidelity           |     |
| 1983 | Willie Nelson     | Always on My Mind       |     |
| 1983 | Fleetwood Mac     | Mirage                  |     |
| 1983 | Journey           | Escape                  |     |
| 1984 | Michael Jackson   | Thriller                |     |
| 1984 | Def Leppard       | Pyromania               |     |
| 1984 | The Police        | Synchronicity           |     |
| 1984 | Various Artists   | Flashdance              |     |
| 1985 | Prince            | Purple Rain             |     |
| 1985 | Michael Jackson   | Thriller                |     |
| 1985 | Lionel Richie     | Can’t Slow Down         |     |
| 1986 | Bruce Springsteen | Born in the U.S.A.      |     |
| 1986 | Phil Collins      | No Jacket Required      |     |
| 1986 | Madonna           | Like a Virgin           |     |
| 1987 | Whitney Houston   | Whitney Houston         |     |
| 1987 | Janet Jackson     | Control                 |     |
| 1987 | Van Halen         | 5150                    |     |
| 1987 | Various Artists   | Top Gun                 |     |
| 1988 | Paul Simon        | Graceland               |     |
| 1988 | Bon Jovi          | Slippery When Wet       |     |
| 1988 | U2                | The Joshua Tree         |     |
| 1988 | Whitesnake        | Whitesnake              |     |
| 1989 | Various Artists   | Dirty Dancing           |     |
| 1989 | Def Leppard       | Hysteria                |     |
| 1989 | George Michael    | Faith                   |     |

### 1990er
| Jahr | Künstler                | Album                              | Ref   |
| ---- | ----------------------- | ---------------------------------- | ----- |
| 1990 | New Kids on the Block   | Hangin’ Tough                      |       |
| 1990 | Paula Abdul             | Forever Your Girl                  |       |
| 1990 | Bobby Brown             | Don’t Be Cruel                     |       |
| 1991 | Phil Collins            | ...But Seriously                   | [ 1 ] |
| 1991 | Janet Jackson           | Janet Jackson’s Rhythm Nation 1814 | [ 1 ] |
| 1991 | MC Hammer               | Please Hammer, Don’t Hurt ’Em      | [ 1 ] |
| 1992 | Michael Bolton          | Time, Love & Tenderness            |       |
| 1992 | C+C Music Factory       | Gonna Make You Sweat               |       |
| 1992 | Natalie Cole            | Unforgettable... with Love         |       |
| 1992 | R.E.M.                  | Out of Time                        |       |
| 1993 | Michael Jackson         | Dangerous                          | [ 2 ] |
| 1993 | Kris Kross              | Totally Krossed Out                | [ 2 ] |
| 1993 | U2                      | Achtung Baby                       | [ 2 ] |
| 1994 | Whitney Houston         | The Bodyguard                      |       |
| 1994 | Janet Jackson           | Janet                              |       |
| 1994 | Spin Doctors            | Pocket Full of Kryptonite          |       |
| 1995 | Elton John and Tim Rice | The Lion King                      | [ 3 ] |
| 1995 | Mariah Carey            | Music Box                          | [ 3 ] |
| 1995 | Counting Crows          | August and Everything After        | [ 3 ] |
| 1996 | Eagles                  | Hell Freezes Over                  | [ 4 ] |
| 1996 | Boyz II Men             | II                                 | [ 4 ] |
| 1996 | Hootie & the Blowfish   | Cracked Rear View                  | [ 4 ] |
| 1997 | Alanis Morissette       | Jagged Little Pill                 | [ 5 ] |
| 1997 | The Beatles             | The Beatles Anthology              | [ 5 ] |
| 1997 | Mariah Carey            | Music Box                          | [ 5 ] |
| 1998 | Spice Girls             | Spice                              | [ 6 ] |
| 1998 | Jewel                   | Pieces of You                      | [ 6 ] |
| 1998 | Matchbox Twenty         | Yourself or Someone Like You       | [ 6 ] |
| 1998 | The Wallflowers         | Bringing Down the Horse            | [ 6 ] |
| 1999 | Will Smith              | Big Willie Style                   |       |
| 1999 | Celine Dion             | Let’s Talk About Love              |       |
| 1999 | Shania Twain            | Come On Over                       |       |

### 2000er
| Jahr | Künstler              | Album                                     | Ref    |
| ---- | --------------------- | ----------------------------------------- | ------ |
| 2000 | Santana               | Supernatural                              | [ 7 ]  |
| 2000 | Backstreet Boys       | Millennium                                | [ 7 ]  |
| 2000 | Britney Spears        | ...Baby One More Time                     | [ 7 ]  |
| 2001 | Creed                 | Human Clay                                |        |
| 2001 | NSYNC                 | No Strings Attached                       |        |
| 2001 | Britney Spears        | Oops!… I Did It Again                     |        |
| 2002 | Destiny’s Child       | Survivor                                  |        |
| 2002 | Dave Matthews Band    | Everyday                                  |        |
| 2002 | NSYNC                 | Celebrity                                 |        |
| 2003 | Eminem                | The Eminem Show                           | [ 8 ]  |
| 2003 | Ashanti               | Ashanti                                   | [ 8 ]  |
| 2003 | Nelly                 | Nellyville                                | [ 8 ]  |
| 2003 | P!nk                  | Missundaztood                             | [ 8 ]  |
| 2003 | Justin Timberlake     | Justified                                 | [ 9 ]  |
| 2003 | Evanescence           | Fallen                                    | [ 9 ]  |
| 2003 | Norah Jones           | Come Away with Me                         | [ 9 ]  |
| 2003 | Kid Rock              | Cocky                                     | [ 9 ]  |
| 2004 | Usher                 | Confessions                               | [ 10 ] |
| 2004 | Norah Jones           | Feels Like Home                           | [ 10 ] |
| 2004 | Jessica Simpson       | In This Skin                              | [ 10 ] |
| 2005 | Green Day             | American Idiot                            | [ 11 ] |
| 2005 | Mariah Carey          | The Emancipation of Mimi                  | [ 11 ] |
| 2005 | Kelly Clarkson        | Breakaway                                 | [ 11 ] |
| 2006 | Nickelback            | All the Right Reasons                     | [ 12 ] |
| 2006 | Red Hot Chili Peppers | Stadium Arcadium                          | [ 12 ] |
| 2006 | Various Artists       | High School Musical                       | [ 12 ] |
| 2007 | Daughtry              | Daughtry                                  | [ 13 ] |
| 2007 | Linkin Park           | Minutes to Midnight                       | [ 13 ] |
| 2007 | Justin Timberlake     | FutureSex/LoveSounds                      | [ 13 ] |
| 2008 | Alicia Keys           | As I Am                                   | [ 14 ] |
| 2008 | Coldplay              | Viva la Vida or Death and All His Friends | [ 14 ] |
| 2008 | Eagles                | Long Road Out of Eden                     | [ 14 ] |
| 2009 | Michael Jackson       | Number Ones                               | [ 15 ] |
| 2009 | Lady Gaga             | The Fame                                  | [ 15 ] |
| 2009 | Taylor Swift          | Fearless                                  | [ 15 ] |

### 2010er
| Jahr | Künstler          | Album                                    | Ref    |
| ---- | ----------------- | ---------------------------------------- | ------ |
| 2010 | Justin Bieber     | My World 2.0                             | [ 16 ] |
| 2010 | Eminem            | Recovery                                 | [ 16 ] |
| 2010 | Katy Perry        | Teenage Dream                            | [ 16 ] |
| 2011 | Adele             | 21                                       | [ 17 ] |
| 2011 | Lady Gaga         | Born This Way                            | [ 17 ] |
| 2011 | Rihanna           | Loud                                     | [ 17 ] |
| 2012 | Justin Bieber     | Believe                                  | [ 18 ] |
| 2012 | Maroon 5          | Overexposed                              | [ 18 ] |
| 2012 | Nicki Minaj       | Pink Friday: Roman Reloaded              | [ 18 ] |
| 2012 | One Direction     | Up All Night                             | [ 18 ] |
| 2013 | One Direction     | Take Me Home                             | [ 19 ] |
| 2013 | Taylor Swift      | Red                                      | [ 19 ] |
| 2013 | Justin Timberlake | The 20/20 Experience                     | [ 19 ] |
| 2014 | One Direction     | Midnight Memories                        | [ 20 ] |
| 2014 | Lorde             | Pure Heroine                             | [ 20 ] |
| 2014 | Katy Perry        | Prism                                    | [ 20 ] |
| 2015 | Taylor Swift      | 1989                                     | [ 21 ] |
| 2015 | Ed Sheeran        | ×                                        | [ 21 ] |
| 2015 | Sam Smith         | In the Lonely Hour                       | [ 21 ] |
| 2016 | Justin Bieber     | Purpose                                  | [ 22 ] |
| 2016 | Adele             | 25                                       | [ 22 ] |
| 2016 | Drake             | Views                                    | [ 22 ] |
| 2017 | Bruno Mars        | 24K Magic                                | [ 23 ] |
| 2017 | Drake             | More Life                                | [ 23 ] |
| 2017 | The Weeknd        | Starboy                                  | [ 23 ] |
| 2018 | Taylor Swift      | Reputation                               | [ 24 ] |
| 2018 | Drake             | Scorpion                                 | [ 24 ] |
| 2018 | Ed Sheeran        | ÷                                        | [ 24 ] |
| 2019 | Taylor Swift      | Lover                                    | [ 25 ] |
| 2019 | Billie Eilish     | When We All Fall Asleep, Where Do We Go? | [ 25 ] |
| 2019 | Ariana Grande     | Thank U, Next                            | [ 25 ] |

### 2020er
| Jahr | Künstler       | Album                  | Ref    |
| ---- | -------------- | ---------------------- | ------ |
| 2020 | Harry Styles   | Fine Line              | [ 26 ] |
| 2020 | Taylor Swift   | Folklore               | [ 26 ] |
| 2020 | The Weeknd     | After Hours            | [ 26 ] |
| 2021 | Taylor Swift   | Evermore               | [ 27 ] |
| 2021 | Ariana Grande  | Positions              | [ 27 ] |
| 2021 | The Kid Laroi  | F*ck Love              | [ 27 ] |
| 2021 | Dua Lipa       | Future Nostalgia       | [ 27 ] |
| 2021 | Olivia Rodrigo | Sour                   | [ 27 ] |
| 2022 | Taylor Swift   | Red (Taylor’s Version) | [ 28 ] |
| 2022 | Adele          | 30                     | [ 28 ] |
| 2022 | Bad Bunny      | Un Verano Sin Ti       | [ 28 ] |
| 2022 | Beyoncé        | Renaissance            | [ 28 ] |
| 2022 | Harry Styles   | Harry's House          | [ 28 ] |
| 2022 | The Weeknd     | Dawn FM                | [ 28 ] |

## Statistiken

### Mehrfachgewinner
5 Awards
- Taylor Swift

3 Awards
- Justin Bieber
- Michael Jackson

2 Awards
- Eagles
- Whitney Houston
- Olivia Newton-John
- One Direction

### Multiple Nominierungen
7 Nominierungen
- Taylor Swift

5 Nominierungen
- Eagles
- Michael Jackson

3 Nominierungen
- Justin Bieber
- Mariah Carey
- Fleetwood Mac
- Janet Jackson
- Elton John
- One Direction
- Justin Timberlake

2 Nominierungen
- Adele
- Bee Gees
- Phil Collins
- Def Leppard
- Drake
- Eminem
- Ariana Grande
- Whitney Houston
- Norah Jones
- Lady Gaga
- Olivia Newton-John
- NSYNC
- Katy Perry
- Britney Spears
- Harry Styles
- U2